# Мортык (Северо-Казахстанская область)
Мортык (каз. Мортық, до 2000 г. — Новокрасновское) — село в Уалихановском районе Северо-Казахстанской области Казахстана. Административный центр Коктерекского сельского округа. Код КАТО — 596437100.

## География
Расположено севернее озера Силетитениз.

## Население
В 1999 году население села составляло 975 человек (494 мужчины и 481 женщина). По данным переписи 2009 года, в селе проживало 595 человек (322 мужчины и 273 женщины).